# 접지

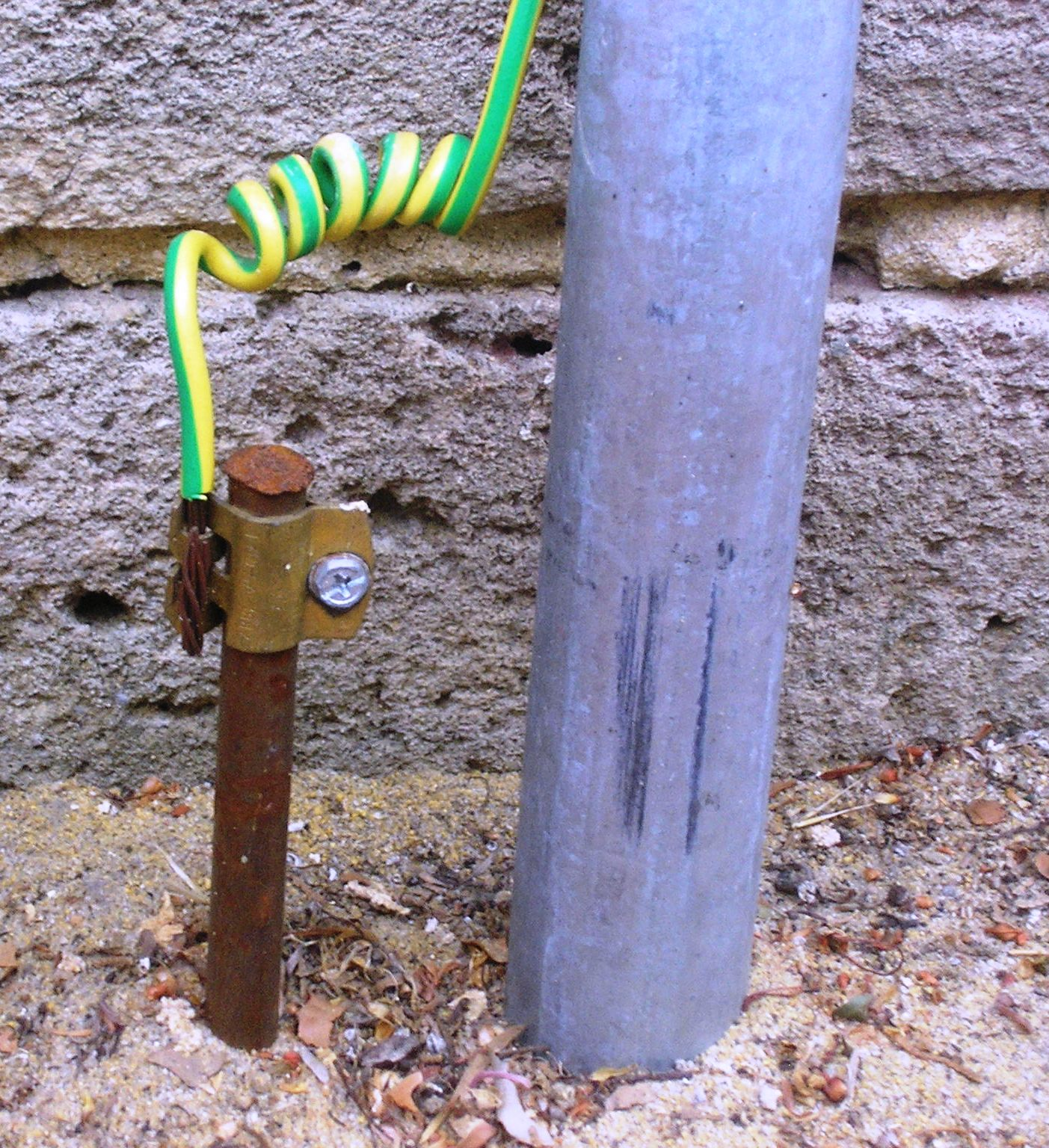
오스트레일리아 서부지역에 설치된 접지선

접지(接地) 또는 그라운드(영어: ground, earth)는 전기 회로를 도선으로 연결해 전류가 지면으로 흐르게 하는 것을 말한다. 이상 전압 발생시에도 고장 전류를 표면 전위가 영전위인 대지로 흘려보내, 같은 전위로 유지하여 기기와 인체를 보호한다. 어스(영어: earth), 지락(地絡)이라고도 부른다.
금속체와 대지를 접속하는 단자를 접지전극(grounding electrode)이라고 하며 보통 지중에 매설되어 있는 도체가 사용된다. 접지전극과 접지를 하는 설비를 연결하는 도선을 접지도선 또는 접지선(grounding conductor)이라고 한다.

## 같이 보기
- 합선